# Harry Warden
Harry Warden è un personaggio fittizio creato da Stephen A.Miller, antagonista principale del film Il giorno di San Valentino del 1981 e del suo remake, San Valentino di sangue 3D del 2009.

## Storia
Nel giorno di San Valentino, nella cittadina mineraria di Harmony, un gruppo di operai (incluso il minatore Harry Warden), rimase intrappolato in una miniera, dove un problema alle condutture del metano aveva provocato un'esplosione (a sua volta causata dalla negligenza del giovane figlio del proprietario della miniera, Tom Hanniger).
Sotto le macerie, nel luogo dove venne trovato Harry Warden vivo, la squadra di soccorso recuperò anche i corpi di altri cinque minatori. Si venne a scoprire che il sopravvissuto aveva ucciso i propri compagni al fine di preservare per sé, quanta più aria respirabile.
In seguito, Harry Warden finì in coma, ma si riprese grazie ai mutamenti psicofisici indotti dal metano nel proprio organismo (nonché spinto dalla sete di vendetta). Abbandonò l'ospedale ove era ricoverato, cominciando a manifestare la propria follia: lasciò dietro di sé una scia di vittime, alla maggior parte delle quali estrasse il cuore. Vestitosi con tuta e maschera da minatore, uccise, armato di piccone, alcuni giovani che avevano deciso di festeggiare San Valentino proprio nel luogo della deflagrazione. Lo sceriffo Jim Burke ed il suo vice, giunti alla miniera, uccisero Warden, sparandogli ripetutamente, poco prima che Harry potesse colpire anche Tom Hanniger. Prima di morire, l'assassino ebbe la forza di scrivere col sangue una frase: "Ucciderò chiunque festeggerà San Valentino".
Dieci anni dopo, Tom Hanniger, tornò ad Harmony (dalla quale si era allontanato, per la tragedia) e nel contempo (nel giorno di San Valentino), qualcuno riprese ad uccidere nella stessa maniera efferata di Harry Warden: usando il piccone da minatore e strappando il cuore dal torace delle vittime.
Il nuovo pluriomicida si rivelò essere proprio Tom: Warden infatti, per via delle sue capacità acquisite, era stato in grado, prima di morire per le ferite riportate, di far "trasmigrare" la propria anima nel corpo di un Tom ignaro. Il nuovo sceriffo di Harmony e sua moglie Sarah, scoprirono la verità a loro spese, sotto la minaccia di Tom/Harry (all'interno di una miniera). In seguito ad un'esplosione (causata da un colpo accidentale), Harry Warden (nel corpo di Tom) fu in grado di uscire dalla cava, travestendosi da soccorritore.